# دهستان آذغان
دهستان آذغان یکی از دهستان‌های استان آذربایجان شرقی است که در بخش مرکزی شهرستان اهر واقع شده‌است. این روستا در ۱۲ کیلومتری   شهرستان اهر واقع شده است

## وجه تسمیه
در تقسیم نامه‌های خانوادگی اهالی روستای آذغان اسناد تاریخی وجود دارد که از دوران افشاریه به یادگار مانده است. در 225 سال پیش در این اسناد از نام آسجان استفاده شده است که آسجان معرب آسگان است.
نام آسگان از دو کلمه "آس+گان" تشکیل شده است که به معنای محل آسیاب‌های بسیار است. امروزه نیز آثار بسیاری از آسیاب‌های متروکه در گوشه و کنار این روستا به چشم می‌‎خورد.
بعدها دو روستا در بالا و پایین دست آذغان پدید آمده‌اند. روستای بالایی آنکه در شمال واقع است، ابریق نام دارد. ابریق معرب مشوش آبریز است یعنی جاییکه ساکنین قلعه آسگان برای براه انداختن آسیاب‌ها جهت آردسازی و روغن‌کشی و حتی چکش‌کاری سلاحهای خویش آب را در آنجا ذخیره می‌کردند. روستای پایین دست رواسجان است، که نام محلی‌اش قرنقوش و نام رسمی‌اش رواسجان می‌باشد. رواسجان نیز از دو کلمه "رو+ آسجان" تشکیل شده است که رو به معنای راه و آسجان نیز معرب همان آسگان است، پس رواسجان یعنی راه آسگان و قرنقوش رایج در زبان محلی و عامیانه از "قرلان قوشون" یعنی محلی که سربازان آسگان به دست مغول قتل عام شده‌اند، گرفته شده است.

## تاریخچه
آذغان بنا به مشهودات و برخی کاوشها، محلی بسیار دیرینه و باستانی است، گورستان‌هایی در گوشه و کنار روستا هنوز هم باقی است که مردمان آنروزگار مردگان خود را در خمره‌ها دفن می‌کرده‌اند. آثاری از زمان ساسانی به نام دیزلی یعنی دیر زرتشت باقی است. در غرب روستا آنسوی رودخانه به تعداد هفت دیر پشت سر هم قرار دارند که خود دیرها ویران ولی تپه‌ها هنوز دست نخورده به چشم می‌خورد. 
قلعه آسگان، در مرکز روستای آذغان محلی است بلند و امروزه خیابانی کشیده شده است که هنوز هم قلعه نام دارد. سنگ بناها و مقبره‌ها در گوشه و کنار و در منازل افراد در پله‌ها و زیر بنای دیوارها بکار رفته است. دیوارهای کسانیکه حوالی و حواشی قلعه ساکنند اکثر سنگها مکعب مستطیل بزرگ هستند، منقور و منقوش. سنگ مزار فرمانده نامی قلعه شیخ بهلول سلطان محمد جهان پهلوان به آیات قرآنی در کنار مسجد بزرگ افتاده و بعضی از نوشته‌هایش در اثر بی‌توجهی از بین رفته ولی قابل خواندن بوده است.
سلطان محمد جهان پهلوان از اتابکان آذربایجان است که به دین بلی نسبت داده‌اند. دین بلی‌ها نسبشان به انوشیروان می‌رسد. می گویند آخرین جنگ سلطان جلال الدین خوارزمشاه، این افسر نامدار ایرانی در محل قرلان قوشون (قرنقوش) اتفاق افتاده است. سلطان جلال الدین به تفلیس رفته، گویا آنها از ترس مغول که در آن حوالی اردو زده بودند به این فرمانده دلاور پناه نداده‌اند و گفته‌اند، که در جنوب رودخانه یعنی ارس قلعه‌ای است بنام آسگان شما به آنجا بروید. سلطان جلال‌الدین به آسگان پناهنده می‌شود و این خبر به گوش مغول که در قره‌باغ کشور آذربایجان امروزی اردو زده بودند می‌رسد. آنها یعنی سواران مغول در امتداد قره‌سو و کناره‌های اهر چای به حوالی رواسجان امروزی می‌رسند و سربازان قلعه آسگان به فرماندهی بانوی قلعه"جهان آغا" همسر سلطان محمد در قرنقوش فعلی با سربازان مغول درگیر می‌شوند. سربازان آسگان شکست سختی می‌خورند و قرلان قوشون (یعنی لشکر تارو مار شده) نام همین محل است. فرمانده این جنگ خاتون قلعه "جهان آغا" به دست سربازان مغول کشته می‌شود. جمعی از فدائیان جنازه بانوی قلعه را شبانه بر خلاف سمت قلعه تا رودخانه اهرچای می برند و همانجا دفن می‌کنند که مبادا جنازه به دست مغولان افتد و هتک حرمت شود. امروزه بقعه کوچکی که کنار جاده اهر- تبریز سه راه روستای گونجیک واقع است محل دفن این بانوی شجاع ایرانی است. سلطان جلال الدین چون در قلعه خبر شکست سربازان آسگان را می شنود نه به تبریز که زمانی والی آنجا بود بلکه به سوی کردستان می‌رود.

### شخصیت‌های تاریخی روستا
- سلطان محمد جهان پهلوان بهلول و همسرش کشته شده در جنگ مغول
- کاظم خان قراچه داغی بیگلربیگی
- مصطفی قلی خان امیرکبیر
- نجفقلی خان سرشار
- اسماعیل بیگ قراچه داغی
- عبد الرحیم بیگ
- عبدالکریم بیگ
- عبدالغفار بیگ

#### دوران مشروطه
پس از فرار رحیم خان "سردار نصرت" از تهران طبق حکمی محمدعلی شاه، محمد علی بیگ سلطان فوج امیریه قراول مخصوص با حکمی روانه اهر نموده و به وی می سپارند: 
در صورتیکه رحیم‌خان دست از مشروطه برنداشت کریم‌خان برادر رحیم خان را به جای وی منصوب کن!
محمد علی سلطان بیگ مراتب را به رحیم خان گوشزد می‌نماید، رحیم خان طبق قرار قبلی رفتار و جریان در مجلسی در اهر و کسانق صورت مجلس و با حضور عده‌ای از خوانین اهر عکس برداری می‌گردد و در آن عکس که هنوز باقی است این افراد حضور دارند. رحیم خان، محمدآقا برادر امیرتومان، حاج حسن آقا (پدر دکتر قاسم خان اهری) اجلال الملک، موتمن آقا، حاج تقی، محمد علی بیگ سلطان با سه نفر از محافظانش در عکس حضور دارند و  5نفر منشی نشسته. محمد علی سلطان عکس را برداشته و به تهران عزیمت می‌کند در پی این اقدام محمد علی سلطان خانه وی در روستای آذغان بدست باقرخان به آتش کشیده می‌شود. می‌گویند چنان آتشی بوده که از هرم آن ظروف مسی نیز آب شده است. یپرم خان که در همین نزدیکی‌ها در شمال راه یخفروزان بوده در رابطه با آتش زدن خانه به باقرخان اعتراض می کند، باقرخان قهر کرده از یپریم خان جدا می‌شود و با سربازان خود به سوی تبریز می‌رود. یپریم‌خان پس از ساعتی سرباز می‌فرستد که بروید هر طور شده دل باقر را بدست آورید والا به تبریز می‌رود و میانه من و ستار را (ستارخان سردار ملی، سردار بنام مشروطه)به هم می‌زند.

### نظام ارباب - رعیتی در روستا
تمامی شش دانگ آذغان من قراء الحال اهر که صداق غفران مأب خانم، صاحب خانم بنت اسماعیل بیگ قراچه داغی بوده است. اما دکتر قاسم خان اهری به طور غیرقانونی خود را ارباب روستای آذغان کرده بود و از مردم بهره کشی می‌کرده است. طبق مدارک موجود در اداره ثبت اسناد و املاک ارسباران به تاریخ 24/7/1316 دکتر قاسم‌خان اهری در آذغان مالکیت نداشته ولی چون سناتور بوده با تکیه بر قدرت، خود را مالک بخشی از روستا کرده و برای خود دسته و گروه درست کرده بوده است. ایشان با اینکه در روستا ساکن نبودند ولی هر از چند گاهی به روستا مراجعت کرده و پول کاه و یونجه را با اینکه متداول نبوده از مردم می‌گرفته است. دولت‌های وقت نیز که حامی مالکیتی جدید بودند بر نارضایتی افزون می‌کردند. بنابراین طبقه کشاورزان دهات محل سکونت خود را رها کرده و در شهرها به حمالی و عمله‌گی می‌پرداختند. مالکیت غیرقانونی و زورمدارانه دکتر قاسم اهری در آذغان منشأ اثرات بد و مخرب بوده و با تکیه به بعضی مسایل قومی و عشیره‌ای باعث تفرقه در بین اهالی و دشمنی‌های فراوان شده است. هنوز آثار سوء این تمرد از قانون در قریه آذغان آشکار و هویداست.

## موقعیت جغرافیایی
در دوازده کیلومتری شمال‌غرب اهر دره‌ای است که شمال به جنوب از یارالوجه تا جائیکه به رودخانه اهرچای می پیوندد. رودخانه‌ای در آن جاری است معروف به رودخانه آذغان، به برکت این رودخانه که حوالی و حواشی آن باغات و قلمه زار و یونجه‌زارهای سرسبز و پرمحصول وجود دارد که منبع و منشاء خیر و برکت برای ساکنین آن دره که تقریبا هشت روستا:
1. ابللو
2. ابریق
3. کوللوجه
4. آذغان
5. رواسجان
6. کاشان
7. کرداحمد سفلی
8. اشدلق

را شامل می شود از مزایای این رودخانه برخوردارند. لیکن در سالهای اخیر بدلیل خشکسالی و کم آبی این دره سرسبز از رونق افتاده چشمه‌هایش فرو رفته، درختانش خشکیده، باغات میوه و یونجه زارهایش به زردی گراییده‌اند. در میان این آبادیها آذغان با چشم اندازی وسیع با دشت های فراخ و کوههای بلند و چشم نواز خود از همه این آبادیها زیباتر ولی محروم است.

### پوشش گیاهی ،آب و هوا
بدلیل اینکه زمینهای کشاورزی هم مرز هستند در سالهای اخیر به علت وجود تراکتور گسترش یافته اند از بین رفته است، یعنی به غیر از قله‌ها، بلندی‌های دیگری وجود ندارد که به کشتزار تبدیل نشده باشد یعنی سرزمینی بنام مرتع وجود ندارد. کشت غالب، گندم و جو و عدس می‌باشد. کشت دیمی است.

### کوهها و بلندیها
در شمال روستا دره‌ی زیبا و مشهوری به نام "آق داغ دره سی" وجود دارد که دره ای سفید و شیری رنگ از جنس میکاست و اراضی وسیع در شرق تا نزدیکی‌های اهر ادامه دارد. در غرب پس از رودخانه آذغان تپه ماهوریست از شمال تا رودخانه اهرچایی.

## جمعیت
| تعداد کل خانوار | 290  | خانواده |
| کل جمعیت روستا  | 1132 | نفر     |
| جمعیت زنان      | 559  | نفر     |
| جمعیت مردان     | 573  | نفر     |
| جمعیت باسواد    | 800  | نفر     |